# Altes Fährterminal Altona

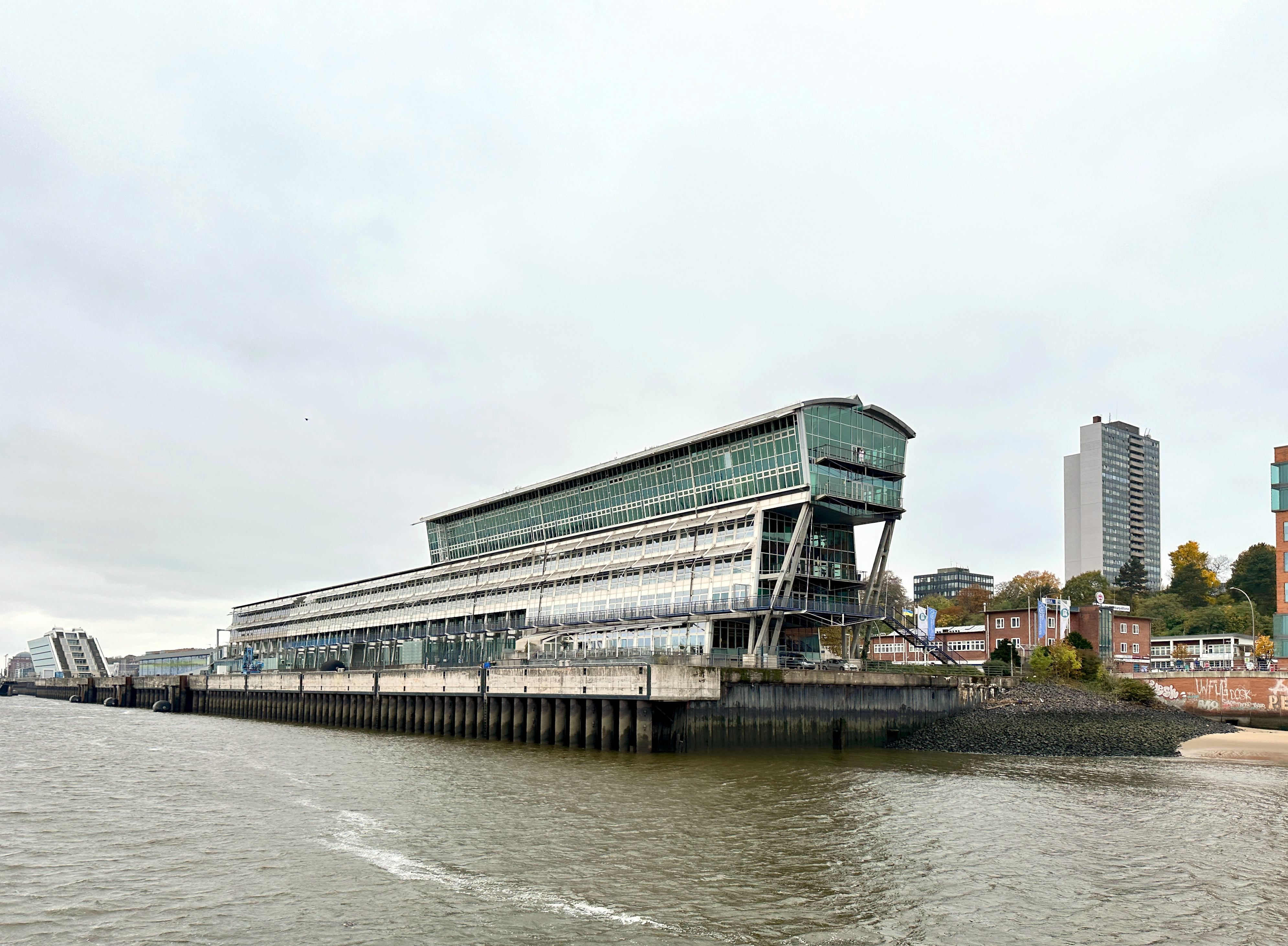
Fährterminal Altona (2024)

Das Alte Fährterminal Altona in Hamburg-Altona-Altstadt wurde 1991–1993 als Terminal für die Passagierfähren der Reederei DFDS errichtet. Die Entwürfe für das markante Gebäude im Stil der Postmoderne lieferte das Architekturbüro Alsop & Störmer. Die Passagierfähre verkehrte von hier nach Harwich in England, entsprechend wurde das Gebäude in Hamburg auch England-Fährterminal genannt. Neben dem Linienverkehr wurden im Terminal auch Kreuzfahrtschiffe abgefertigt, der offizielle Name lautete daher Fähr- und Kreuzfahrtterminal Altona. 2002 verlegte die DFDS die Fährlinie nach Cuxhaven, das Gebäude verlor seine Funktion als Fährterminal. Direkt neben dem Fährterminal wurde von 2010 bis 2011 das Cruise Center Altona erbaut, wodurch die Umbenennung zu Altes Fährterminal Altona nötig wurde. Seit 2018 nutzt das private Musiktheater Opernloft dafür umgebaute Räume des Alten Fährterminals, das inzwischen unter Denkmalschutz steht.

## Bau- und Nutzungsgeschichte
Ab Anfang der 1980er Jahre begannen Überlegungen, eine Abfertigungsanlage für Fähren und Kreuzfahrtschiffe mit größerer Kapazität als das bisher von der Englandfähre nach Harwich an den St.-Pauli-Landungsbrücken genutzte Terminal bzw. den im Hafen verteilten Möglichkeiten für größere Kreuzfahrtschiffe zu schaffen. Der Standort wurde am Nordufer der Norderelbe im Bereich des östlichen Fischereihafens Altona mit günstiger wasserseitiger Anbindung (etwas kürzere Revierfahrt), landseitig günstiger Lage mit Anbindung an öffentliche Verkehrsmittel und zum Straßennetz sowie genügend Fläche für die Abfertigung (Warte- und Verkehrsflächen) gefunden.
Im Jahr 1988 begannen die Arbeiten zum Bau des Fähr- und Kreuzfahrt-Terminals Hamburg-Altona. Dazu wurde der östliche Teil des Fischereihafens vor den Fischauktionshallen 1 und 2 zugeschüttet. Im Fischereihafen legten zuvor Fangschiffe an, um ihren Fang zu löschen. Entlang der Großen Elbstraße befinden sich fischverarbeitende Betriebe wie auch die Fischauktionshalle, die nun per Kühl-LKW beliefert wurden. Auf der Westseite des neu gebauten, 236 m langen Liegeplatzes wurde eine vorgesetzte, aus Stahlbeton gefertigte Zufahrt zur RoRo-Anlage für Kfz und Trailer errichtet. Die Kosten der Infrastruktur von rund 23,5 Mio. DM trug die Freie und Hansestadt Hamburg. Anfang 1991 wurde die Anlage in Betrieb genommen.
Die Planung für das Fährterminal-Gebäude an der Van-der-Smissen-Straße 1-4 begann 1988. Neben Will Alsop von Alsop & Störmer waren Thies Jentz, Heiko Popp und Peter Wiesner von me di um Architekten an der Planung beteiligt. Das Tragwerkkonzept kam von Ove Arup. Das Fährterminal wurde von 1991 bis 1993 errichtet.
Der Komplex diente als Abfertigungsgebäude der Passagierfähre nach Harwich in England, die von der Reederei DFDS betrieben wurde. Die DFDS setzte auf der Fährverbindung nach England die Schiffe Admiral of Scandinavia und Prinz Hamlet ein, die Überfahrt dauerte 22 Stunden.
2002 wurde die Fährverbindung von Hamburg eingestellt. Seitdem wird das Gebäude für Events genutzt, seit 2018 ist dort auch das Opernloft ansässig. Das Fährterminal steht unter Denkmalschutz.

## Architektur
Das Fähr- und Kreuzfahrtterminal Altona bestand in der ursprünglichen Nutzung aus Betriebsgebäude, Bürogebäude und Passagiergebäude. Die Stahl-Glas-Konstruktion soll an Decksaufbauten von Schiffen erinnern. Das 186 m lange Gebäuderiegel ist auf A-förmigen Betonstützen aufgeständert, eine Reminiszenz an Kräne oder Werftaufbauten.